# Ван Лоо, Луи-Абрахам
Луи́-Абраха́м ван Лоо́,  Людовик-Абрахам ван Лоо (фр. Louis-Abraham van Loo, Ludovic-Abraham van Loo; 1653 Амстердам — 13 мая 1712, Ницца) — французский живописец академического направления голландского происхождения. Представитель большой семьи художников ван Лоо.

## Биография
Луи-Абрахам был сыном Якоба ван Лоо, голландского художника, бежавшего в 1660 году из Амстердама в Париж. Он прибыл во Францию вместе с отцом и братом Жаном, в 1667 году стал французским подданным. Луи-Абрахам, как и его отец, учился в Королевской академии живописи и скульптуры.
В 1671 году, в том же году, что и его брат Жан, Луи-Абрахам получил Римскую премию от Королевской академии живописи за картину «Король дарует мир Европе на празднике в Капелле Экса» (тема посвящена окончанию войны после Экс-ла-Шапельского договора 1668 г.). Тем не менее братья были исключены из Академии, после чего путешествовали по городам Италии (за десять лет этого периода жизни художника документальные сведения отсутствуют).
В 1681 году в Лионе, отрёкшись от иудаизма в церкви Урсулинок и приняв католичество, он выбрал французское имя: Людовик, или Луи. В 1682 году он присоединился к своему брату в Тулоне, где они украшали корабли Королевского флота.
Художник жил в Грасе (Прованс), на острове Майорка. Затем переехал в Ниццу, в 1683 году поселился в Эксе, где получил несколько заказов от местных церквей. В 1683 году он женился на Мари Фоссе, дочери скульптора Жака Фоссе. Среди учеников — его сыновья Жан-Батист и Шарль-Андре. 
Умер в 1712 году. Похоронен в соборе Святой Репараты в Ницце. Опись вещей, сделанная аббатом Жаном-Франсуа де Орестисом, показывает скромные средства художника и даёт список некоторых картин, которые находились в его доме.

## Творчество
Творчество Луи-Абрахама ван Лоо относят к нидерландскому маньеризму с элементами стиля барокко. Многие его произведения, в особенности алтарные картины, демонстрируют влияние болонской школы Карраччи и итальянских маньеристов. Исследования, опубликованные в 1985—2000 годах, показали, что работы Луи ван Лоо в своё время с трудом отличали от типичных барочно-маньеристских картин его эпохи. Это объясняет, почему оценка его творчества всегда была довольно скромной. Выяснилось, что в течение последних тринадцати лет своей жизни Людовик создал всего несколько картин, разбросанных по разным домам Прованса и Северной Италии. 24 октября 1707 года он также получил заказ на двенадцать картин для украшения Пале-Рояль в Париже по случаю рождения Людовика, сына Филиппа Испанского и внука короля Людовика XIV. После его смерти ещё десять картин были отмечены в документах.
- Вознесение (Ассунта) Богоматери. Холст, масло. Капелла Гробницы Гроба Господня, Ницца
- Святой Пётр, наставляемый ангелом. 1707. Холст, масло. Жиле, Прованс
- Святая Женевьева. 1681. Холст, масло. Частное собрание, Париж